# Alzamiento de mayo en Dresde
El Alzamiento de mayo fue un evento revolucionario que tuvo lugar en la ciudad alemana de Dresde durante la llamada «Primavera de las Naciones».

## Eventos que llevaron al levantamiento
En Alemania la revolución estalló en marzo de 1848, comenzando en Berlín y expandiéndose por los distintos Bundesländer actuales. El corazón de las revoluciones fue Fráncfort del Meno, donde la recientemente formada Asamblea Nacional (Parlamento de Fráncfort) se reunía en la iglesia de San Pablo desde mayo de 1848, pidiendo una monarquía constitucional. Para formar la Asamblea, se había llevado a cabo un proceso electoral prácticamente democrático a lo largo de los distintos Estados de Alemania; la mayoría de los miembros eran demócratas sajones. El 28 de marzo de 1849 la Asamblea aprobó la primera Reichsverfassung (constitución) para Alemania y en abril de 1849 se le ofreció la corona a Federico Guillermo IV de Prusia.
A pesar del aparente progreso, la Asamblea Nacional era totalmente dependiente de la cooperación de los antiguos líderes y del emperador; esto quedó muy claro cuando Friedrich Wilhelm IV rechazó la corona. En numerosos Estados surgieron movimientos en defensa de la constitución, pero así y todo, la Asamblea Nacional se disolvió. En Sajonia, Federico Augusto II, que nunca había reconocido la constitución, disolvió además el parlamento sajón.
En Stuttgart, los elementos más radicales de la Asamblea Nacional formaron un parlamento, que fue derrotado por las tropas prusianas. Al mismo tiempo la gente en Sajonia comenzó a reaccionar ante la represión del movimiento democrático. El Alzamiento de mayo comenzaba.

## El levantamiento
Al principio, los concejales de los pueblos sajones intentaron por medio de discursos públicos persuadir al rey de que aceptase la constitución. Los guardias municipales, en lugar de controlarles, estaban de su lado y contra el rey, al que también exigían aceptar la constitución. Ante esto el rey se mostró inflexible y les llamó al orden. Esto aumentó el malestar y forzó al rey a llamar a tropas prusianas; la situación explotó.
El 3 de mayo de 1849 se ordenó retirarse a los guardias municipales, pero los concejales los organizaron en unidades defensivas para parar la intervención de las tropas prusianas. A medida que el enojo popular crecía, el gobierno se trasladó al palacio y al (Zeughaus), protegido por tropas sajonas. Los guardias municipales dudaban si apoyar o no al pueblo, que amenazaba con usar explosivos para expulsar del lugar al gobierno. En respuesta, las tropas sajonas dispararon contra los manifestantes. En pocas horas, la ciudad se convirtió en un caos, con 108 barricadas levantadas. En las primeras horas del 4 de mayo de 1849, el rey y sus ministros consiguieron escapar y refugiarse en la fortaleza de Königstein.

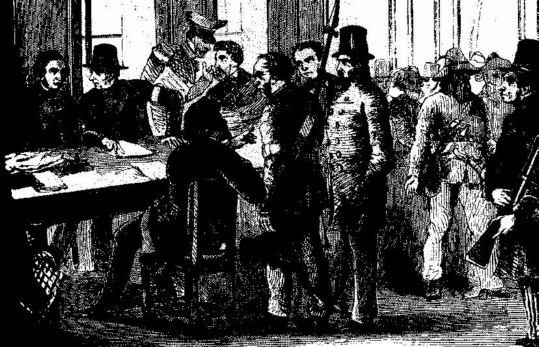
El gobierno provisional de Dresde.

Tres miembros del disuelto parlamento democrático se habían convertido ahora en líderes de la revolución: Samuel Tzschirner, Karl Gotthelf Todt y Otto Heubner formaron un gobierno provisional. Su objetivo era establecer la nueva constitución. Tzschirner ordenó a otro miembro, Alexander Heinze, organizar la lucha y traer más guardias comunales y voluntarios desde fuera de Dresde. 
Los refuerzos que se unieron a los revolucionarios vinieron de lugares tan lejanos como Chemnitz, Zwickau y Marienberg, y la situación se tornó muy violenta. Las tropas sajonas también fueron apoyadas por soldados prusianos. Planearon rodear y arrinconar a los revolucionarios en la plaza de Altmarkt (mercado viejo), pero el número de barricadas hizo que tuviesen que pelear en cada calle, incluso en las casas.
Estudios recientes sitúan el número de revolucionarios en unos 3000, comparados con los 5000 de las tropas leales a los gobiernos de Sajonia y Prusia. Además de ser superados en número, los rebeldes carecían de formación militar y de armas, por lo que el alzamiento estaba condenado al fracaso. El 9 de mayo, la mayoría (1600) fueron forzados a huir. De los que se quedaron, se rindieron casi todos y los restantes fueron perseguidos hasta la Frauenkirche y arrestados.

## Figuras destacadas en el bando revolucionario

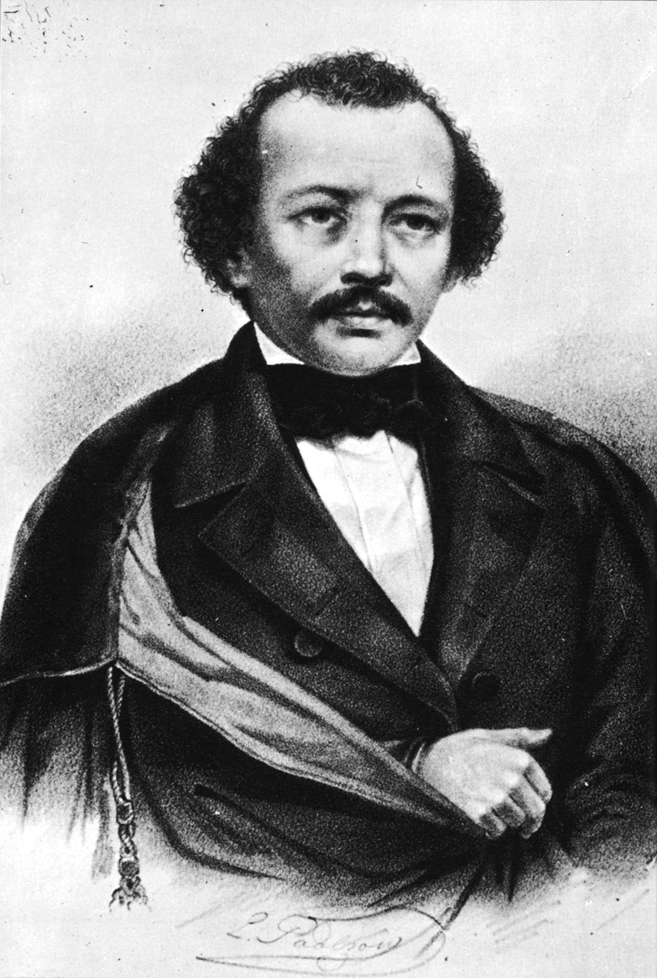
Mikhail Bakunin en el año 1849.

Antes incluso de los sucesos de mayo de 1849, Dresde era ya un conocido centro cultural para liberales y demócratas. El periódico anarquista Dresdner Zeitung era editado en parte por el director musical Karl August Röckel y contenía artículos de Mijaíl Bakunin, que llegó a Dresde en marzo de 1849. El Gobierno de Sajonia acusaría posteriormente a Bakunin de ser cabecilla de los alzados, lo cual es en realidad altamente improbable. Röckel también publicaba el popular periódico de tendencia demócrata Volksblätter.
El compositor Richard Wagner, por aquel entonces maestro de capilla en la corte real sajona, había encontrado a partir de 1848 fuente de inspiración en el espíritu revolucionario y era amigo de Röckel y Bakunin. Escribió encendidos artículos en el Volksblätter para incitar al pueblo a la rebelión, y cuando estallaron los enfrentamientos tomó parte muy activa en ellos, fabricando granadas de mano y ejerciendo de centinela desde lo alto de la Frauenkirche. El arquitecto Gottfried Semper fue menos activo hasta 1849, si bien nunca había ocultado su ideario demócrata. Llegado el momento, desempeñó un papel prominente como líder de las barricadas. También participaron en las barricadas Pauline Wunderlich, Gustav Zeuner y Ludwig Wittig (editor jefe del Dresdner Zeitung). La actriz y cantante Wilhelmine Schröder-Devrient apoyó el levantamiento.

## Consecuencias del alzamiento
Como resultado de los altercados, algunos edificios de Dresde se vieron reducidos a ruinas. La antigua ópera, dos laterales del Zwinger y seis casas ardieron hasta los cimientos. El número de rebeldes muertos es incierto, pero en 1995 se estimó que fueron alrededor de 200. Ocho soldados sajones y 23 prusianos fallecieron también.
El gobierno sajón arrestó a Bakunin y a Röckel en Chemnitz, pero Tzschirner, Heubner y Todt escaparon. Semper y Wagner estaban en las listas de buscados por el gobierno, pero lograron huir asimismo a Zúrich, donde Wagner se estableció. Desde 1849 los Estados alemanes sufrieron un fuerte aumento de la emigración, al abandonar miles de personas sus hogares por motivos políticos, entre ellos artistas, escritores y otros miembros de la intelectualidad.
La revolución no tuvo más efecto en el sistema político que una ligera pérdida de poder de la nobleza en la cámara baja, siendo por lo demás un completo fracaso.